# Conocramboides
Conocramboides és un gènere monotípic d'arnes de la família Crambidae descrit per Stanisław Błeszyński el 1970. La seva única espècie, Conocramboides seychellellus, descrita per Thomas Bainbrigge Fletcher el 1910, es troba a Seychelles, Réunion i a Maurici. Les plantes alimentàries de les larves d'aquesta espècie són poàcies (Cynodon dactylon, Axonopus compressus, Digitaria didactyla i Zoysia matrella).

## Subspècies
- Conocramboides seychellellus seychellellus from Seychelles
- Conocramboides seychellellus emmerezellus (de Joannis, 1915) from La Réunion and Mauritius